# McLaren P1

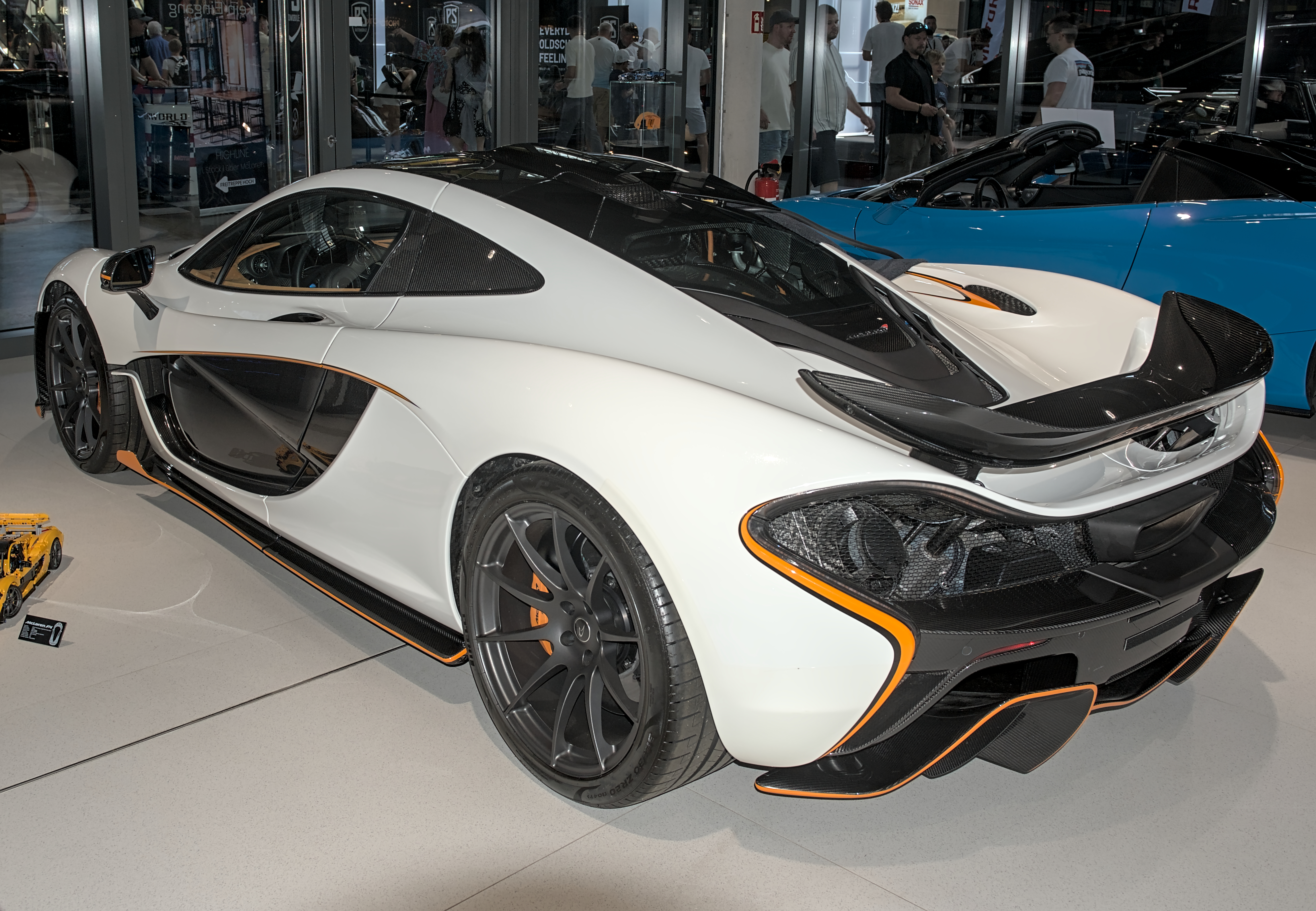
Heckansicht

Der McLaren P1 ist ein heckgetriebener Mittelmotor-Hybrid-Supersportwagen des britischen Sportwagenherstellers McLaren Automotive. Erstmals der Öffentlichkeit vorgestellt wurde die seriennahe Designstudie des P1 auf der Mondial de l’Automobile 2012. Die endgültige Version wurde 2013 auf dem Genfer Auto-Salon präsentiert, die Fahrzeuge wurden ab Oktober 2013 ausgeliefert. Der P1 ist McLarens erstes Straßenfahrzeug mit Hybrid-Antrieb und ein direkter Konkurrent des Ferrari LaFerrari und des Porsche 918. McLaren plante eine limitierte Produktion von 375 Fahrzeugen zum Preis von jeweils 1,1 Millionen Euro, die bereits vor Beginn der Serienfertigung ausverkauft war. Im Dezember 2015 lief die Produktion des Supersportwagens aus. 439 P1 wurden hergestellt.

## Karosserie
Das Design des McLaren P1 mit vorwiegend geschwungenen Linien basiert auf dem des McLaren MP4-12C, jedoch ist der P1 breiter und länger und hat einige völlig neu entworfene Stilelemente wie z. B. Scheinwerfer in Form des McLaren-Logos, womit er sich deutlich vom MP4-12C abhebt. Der Heckflügel des Wagens ist verstellbar, er kann im Straßenbetrieb um 120 mm und im Rennbetrieb um 300 mm ausgefahren werden.

## Technik
Der  aufgeladene 3,8-Liter-V8-Motor des McLaren P1 ist eine stark veränderte Version des in dem McLaren MP4-12C verwendeten Motors und leistet 542 kW (737 PS) bei 7500/min. Zusätzlich ist ein 132 kW (179 PS) starker Elektromotor eingebaut. Zusammen leisten beide Motoren 674 kW (916 PS) und stellen ein Drehmoment von 900 Nm zur Verfügung. Es kann wahlweise nur mit dem Ottomotor oder nur mit dem Elektromotor gefahren werden. Die Batterie des Elektromotors lässt sich entweder durch den Ottomotor oder binnen zwei Stunden an einer Plug-In-Ladestation vollständig aufladen. Die elektrische Reichweite des Wagens liegt bei elf Kilometern.
Die Bodenfreiheit des Chassis kann der Fahrer über ein RaceActive Chassis Control (RCC) genanntes System um 50 mm verringern, um durch den Bodeneffekt für mehr aerodynamischen Abtrieb zu sorgen.
Die Kraft wird über ein Siebengang-Doppelkupplungsgetriebe übertragen. Die Bremsanlage mit Carbon-Keramik-Bremsscheiben stammt von Akebono, die auch die Bremsanlagen der McLaren-Formel-1-Fahrzeuge entwickeln und produzieren. Ähnlich wie der Formel-1-Rennwagen McLaren MP4/13 aus der Saison 1998 ist der P1 mit einem Brake Steer genannten System ausgerüstet, das bei Kurvenfahrt das kurveninnere Rad leicht abbremst und so dem Fahrzeug mehr Agilität bei Kurvenfahrten gibt. Dadurch werden höhere Kurvengeschwindigkeiten ermöglicht. Für die Stabilität sorgt unter anderem ein sechsstufiges elektronisches Stabilitätsprogramm, bei dem je nach gewählter Stufe (Normal, Sport, Track, Race, Track-Off, Race-Off) die Antriebsschlupfregelung und die Bremseingriffe unterschiedlich abgestimmt sind.

## Fahrleistungen
Folgende Beschleunigungswerte gab McLaren bekannt: Von 0 auf 100 km/h 2,8 Sekunden, von 0 auf 200 km/h 6,8 Sekunden und von 0 auf 300 km/h 16,5 Sekunden. Die Höchstgeschwindigkeit liegt elektronisch abgeregelt bei 350 km/h. Der theoretische Verbrauch nach ECE-Norm R 101 beträgt 8,3 Liter auf 100 Kilometer, der darauf basierende CO₂-Ausstoß liegt bei 194 g/km.
Laut McLaren soll der P1 auf der Nürburgring-Nordschleife eine Rundenzeit von unter sieben Minuten gefahren sein, eine genaue Zeit wurde allerdings nicht genannt. Ein Porsche 918 Spyder schaffte die Runde in 6:57 Minuten, wobei ein direkter Vergleich infolge unterschiedlicher Witterungsverhältnisse schwer möglich ist.

## Technische Daten
|                                             | P1                             |
| Bauzeitraum                                 | 10/2013–12/2015                |
| Motorkenndaten                              |                                |
| Motortyp                                    | V8-Ottomotor + Elektromotor    |
| Motoraufladung                              | Twinscroll-Turbolader          |
| Einbaulage                                  | mittig längs                   |
| Ventile/Nockenwellen                        | 4 pro Zylinder/4               |
| Hubraum                                     | 3799 cm³                       |
| Bohrung × Hub                               | 93,0 × 69,9 mm                 |
| max. Leistung Ottomotor bei min−1           | 542 kW (737 PS) / 7500         |
| max. Leistung Elektromotor                  | 132 kW (179 PS)                |
| max. Leistung Gesamtsystem                  | 674 kW (916 PS)                |
| max. Drehmoment Ottomotor bei min−1         | 720 Nm / 4000                  |
| max. Drehmoment Elektromotor                | 260 Nm                         |
| max. Drehmoment Gesamtsystem                | 900 Nm                         |
| Kraftübertragung                            |                                |
| Antrieb                                     | Hinterradantrieb               |
| Getriebe, serienmäßig                       | 7-Gang-Doppelkupplungsgetriebe |
| Messwerte                                   |                                |
| Höchstgeschwindigkeit                       | 350 km/h (abgeregelt)          |
| Beschleunigung, 0–100 km/h                  | 2,8 s                          |
| Beschleunigung, 0–200 km/h                  | 6,8 s                          |
| Beschleunigung, 0–300 km/h                  | 16,5 s                         |
| Leergewicht                                 | 1309 kg                        |
| Kraftstoffverbrauch auf 100 km (kombiniert) | 8,3 l Super                    |
| CO2-Emissionen (kombiniert)                 | 194 g/km                       |
| Abgasnorm                                   | Euro 6                         |

## Zulassungszahlen
In der Schweiz und Liechtenstein wurden insgesamt 19 McLaren P1 neu zugelassen.

## Ableger des P1

### P1 GTR
Auf dem Pebble Beach Concours d’Elegance zeigte McLaren erstmals ein Konzeptfahrzeug des McLaren P1 GTR. Offiziell wurde das Modell beim Genfer Automobilsalon 2015 vorgestellt.
Der P1 GTR ist ein Rennwagen, der ursprünglich nicht über eine Straßenzulassung verfügte und eine Leistung von 735 kW (1.000 PS) erreicht, außerdem ist ein Energierückgewinnungssystem eingebaut.
Der P1 GTR wurde ab 2015, nach der Auslieferung des letzten McLaren P1, montiert und ist Eigentümern des McLaren P1 vorbehalten. Es wurde eine limitierte Anzahl von 35 Stück gebaut. Mit dem Kauf eines P1 GTR ging die Möglichkeit der Teilnahme an mehreren personalisierten Trainingseinheiten und Einweisungen einher. So konnten sich die Käufer im Rahmen dieser Trainingseinheiten auf Rennstrecken mit dem Fahrzeug vertraut machen, im Simulator fahren und Fitnesstrainings absolvieren.
Der P1 GTR wurde nach den erfolgreichen Fahrzeugen des 24-Stunden-Rennens von Le Mans 1995 benannt. Damals erreichten McLaren-Kundenteams mit dem F1 GTR den Gesamtsieg sowie die Plätze drei bis fünf und 13 bei nur einem Ausfall.
Der britischen Lanzante Motorsport gelang es in Kooperation mit McLaren, nach Markteinführung fünf Fahrzeuge zum McLaren P1 LM mit Straßenzulassung umzubauen.
Lanzante verkündete mit einer Zeit von 6:43 Minuten einen neuen Rekord für straßenzugelassene Fahrzeuge auf der Nordschleife des Nürburgrings. Allerdings war der Prototyp während der Fahrt nicht in straßenzugelassenem Zustand.

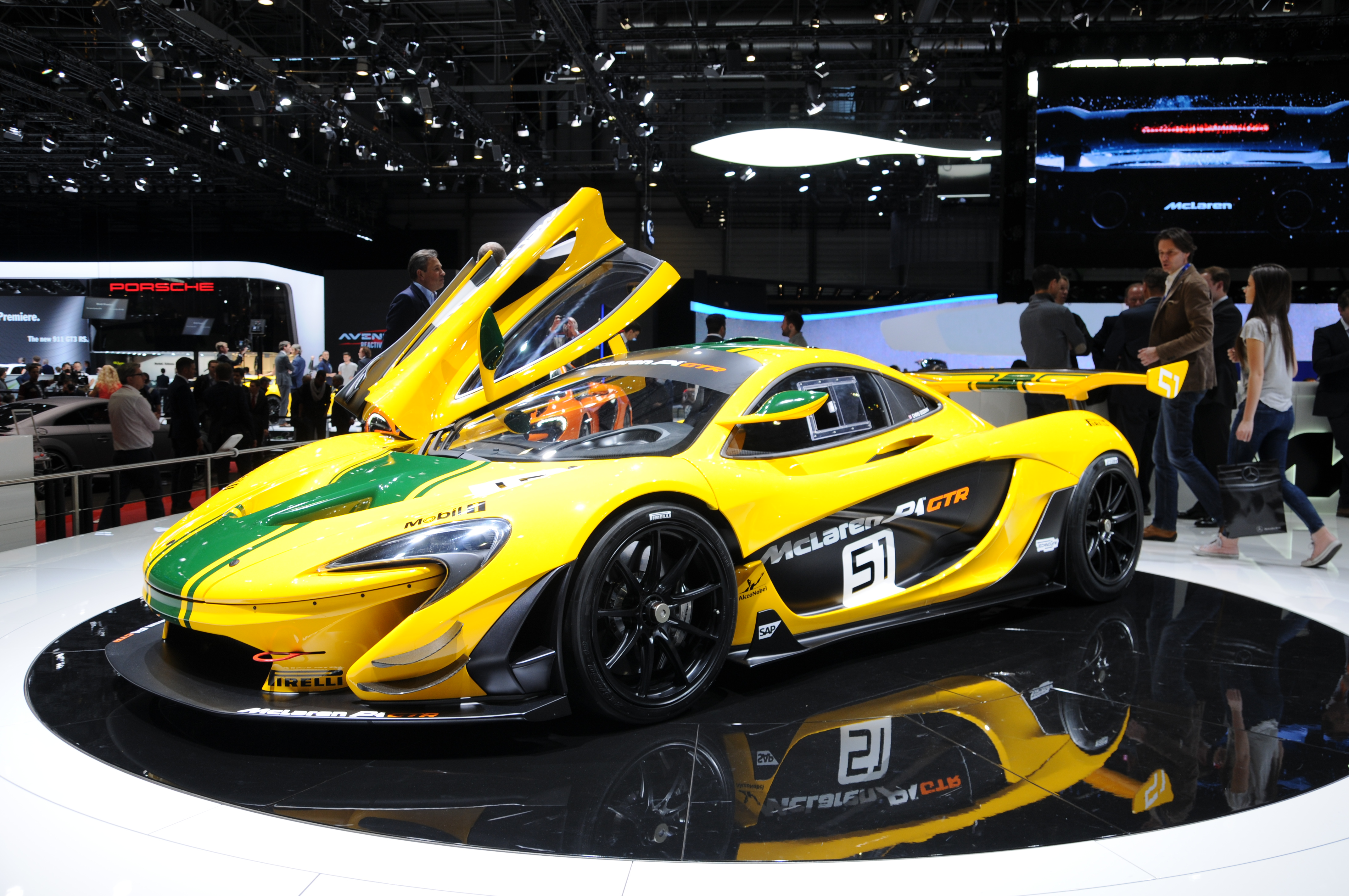
McLaren P1 GTR beim Genfer Automobilsalon 2015
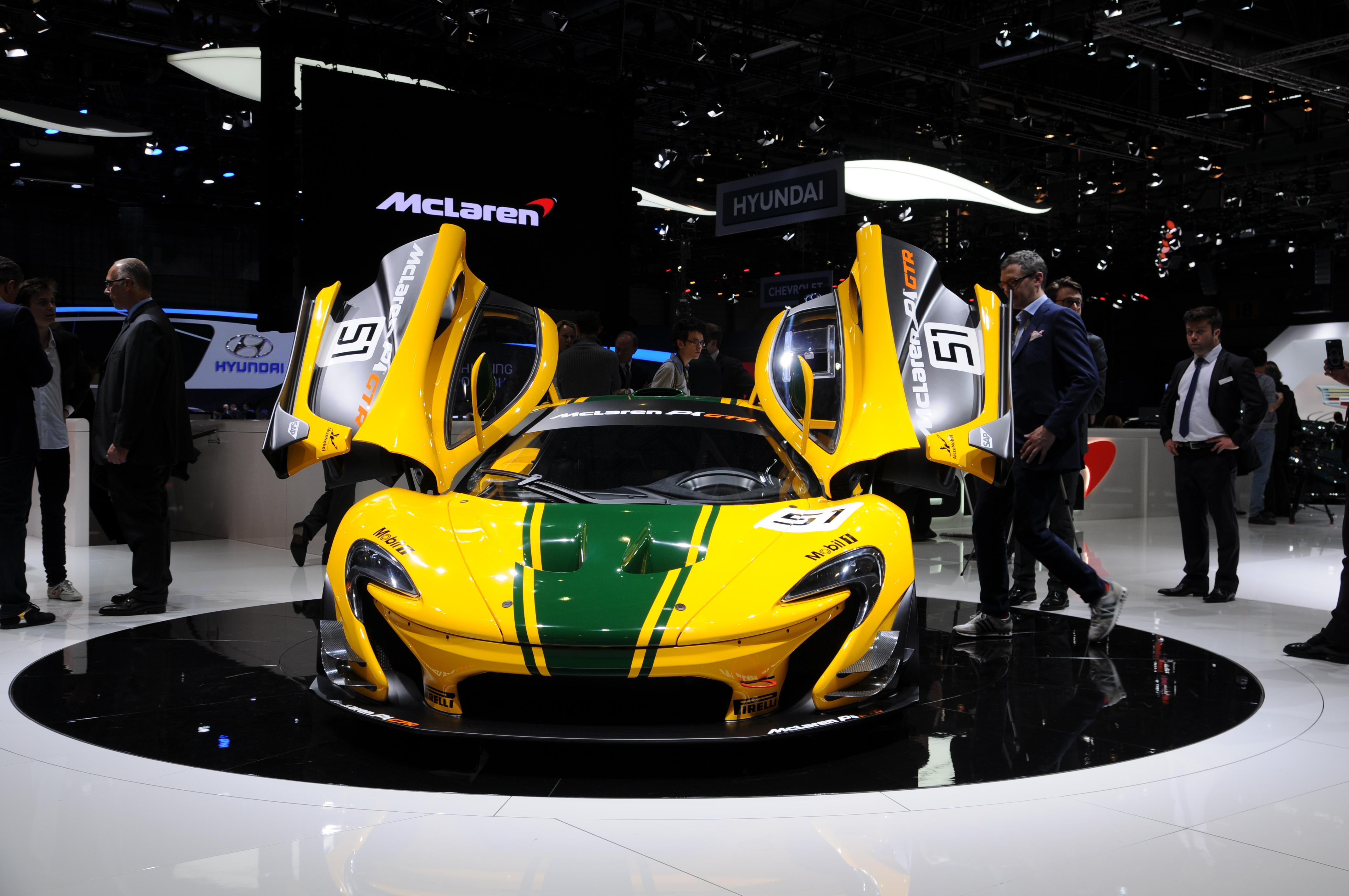
McLaren P1 GTR, Front
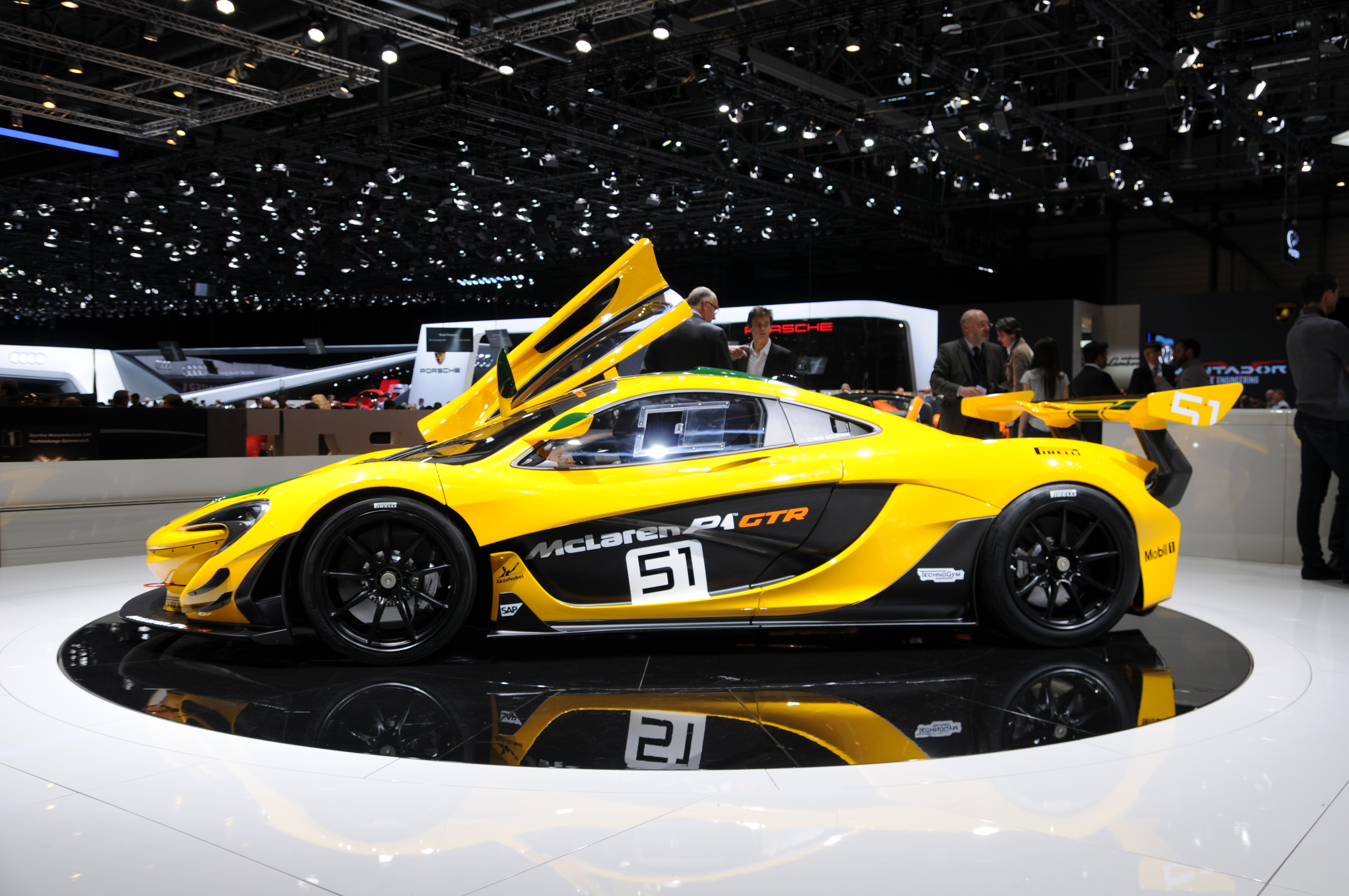
McLaren P1 GTR, Seite
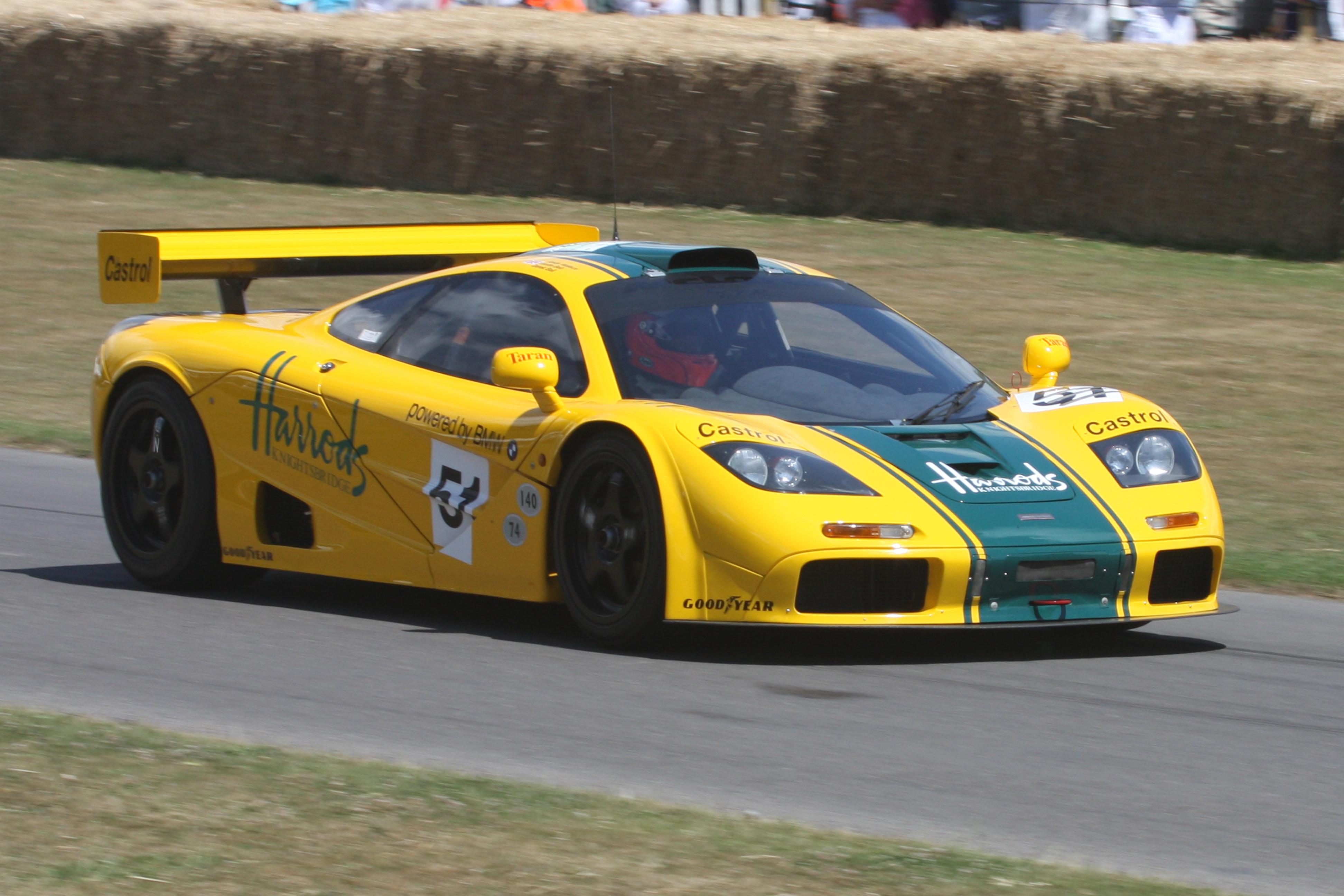
Das Vorbild von 1995: gelb-grüner Harrods-McLaren F1 GTR

### Lego-Modell
2024 präsentierte Lego einen Nachbau des P1 in Originalgröße. 23 Mitarbeiter bauten insgesamt 8344 Stunden an dem aus 342.817 Klemmbausteinen bestehenden Fahrzeug. Das Lego-Modell wiegt 1220 kg und ist fahrbar. Formel-1-Rennfahrer Lando Norris fuhr damit eine Runde auf dem Silverstone Circuit.